# Lista de filmes com temática LGBT de 1999
Esta é uma lista de filmes que contém personagens e/ou temática lésbica, gay, bissexual, ou transgênera lançados em 1999.
| Título                                                                  | Diretor                                 | País                                 | Gênero                     | Elenco | Anotações |
| ----------------------------------------------------------------------- | --------------------------------------- | ------------------------------------ | -------------------------- | --- | --- |
| $30                                                                     | Gregory Cooke                           | EUA                                  | Curta, Comédia             | Sara Gilbert, Erik MacArthur, Gregory Itzin                                                                           | Um pai compra uma noite com uma prostituta para seu filho gay não assumido                                                                                    |
| 3 ju zhi lian                                                           | Hung Hung                               | Taiwan                               | Romance                    | Chun-chieh Lee, Angela Ma, Wei-chi Chen                                                                               | Um triângulo amoroso entre um entregador de pizza, sua ex-namorada, e a amante dela                                                                           |
| 24 Nights                                                               | Kieran Turner                           | EUA                                  | Comédia, Romance           | Kevin Isola, Aida Turturro, Stephen Mailer, David Burtka, Robert Bogue, Mary Louise Wilson                            | Um homem escreve uma carta para o Papai Noel pedindo um namorado para o natal                                                                                 |
| The Accident                                                            | Joseph F. Lovett                        | EUA                                  | Documentário               | Joseph F. Lovett, Merrill Lovett, Tricia Lovett                                                                       | Sobre a dificuldade do diretor a superar a morte da mãe |
| Advice From a Caterpillar                                               | Don Scardino                            | EUA                                  | Comédia, Romance           | Sarah Hyland, Andy Dick, Kristine Nielsen, Geoffrey Nauffts, Cass Morgan, Robert Hogan                                | trad. Um Amor para Dois Amigos |
| After Stonewall                                                         | John Scagliotti                         | EUA                                  | Documentário               | Craig Rodwell, Melissa Etheridge, Mike Carney, Barney Frank, Peter Tatchell, Renae Ogletree                           | Documenta os 30 anos de ativismo LGBT depois da Rebelião de Stonewall                                                                                         |
| Aimée & Jaguar                                                          | Max Färberböck                          | Alemanha                             | Romance, Guerra, Drama     | Juliane Köhler, Maria Schrader, Johanna Wokalek, Elisabeth Degen, Heike Makatsch, Detlev Buck                         | Baseado na biografia de Lilly Wust escrita por Erica Fischer                                                                                                  |
| All the Rage                                                            | James D. Stern                          | EUA                                  | Policial, Drama            | Joan Allen, Jeff Daniels, Robert Forster, Andre Braugher, Bokeem Woodbine, Anna Paquin                                | |
| Les amants criminels                                                    | François Ozon                           | França                               | Suspense, Romance          | Natacha Régnier, Jérémie Renier, Miki Manojlović, Salim Kechiouche, Yasmine Belmadi, Bernard Maume                    | trad. Amantes Criminosos Ao esconder um corpo na floresta, um casal é raptado por um homem em um chalé                                                        |
| Amic/Amat                                                               | Ventura Pons                            | Espanha                              | Drama                      | Josep María Pou, Rosa Maria Sardà, Mario Gas, David Selvas, Irene Montalà                                             | trad. Amigo/Amado Um professor gay de literatura da Idade Média precisa decidir quem ficará com seu bem mais precioso após sua morte                          |
| Amore a prima vista                                                     | Vincenzo Salemme                        | Itália                               | Comédia                    | Vincenzo Salemme, Maurizio Casagrande, Biagio Izzo, Carlo Buccirosso, Nando Paone, Mandala Tayde                      | Um homem se apaixona por outro após ter um transplante de córnea                                                                                              |
| Amor nello specchio                                                     | Salvatore Maira                         | Itália                               | Drama                      | Anna Galiena, Peter Stormare, Simona Cavallari                                                                        | trad. Amor no Espelho Na França do século XVII, a atriz principal de um trupe de teatro se apaixona pela atriz novata                                         |
| Andromina: The Pleasure Planet                                          | Darren Moloney                          | EUA                                  | Fantasia, Erótico          | Christian Boeving, Mike Roman, Samantha Phillips, Darby Daniels, Gina-Raye Carter, Shyra Deland                       | [ 11 ] |
| Animus                                                                  | Wash Westmoreland                       | EUA                                  | Erótico, Crime             | Thomas Lloyd, Blake Harper, Tommy Lord, Dean Maxwell, David Bradley, Melissa del Llano                                | Um detetive persegue um gatuno que acaba se tornando sua obsessão sexual                                                                                      |
| Até que a Vida nos Separe                                               | José Zaragoza                           | Brasil                               | Drama                      | Alexandre Borges, Júlia Lemmertz, Norton Nascimento, Murilo Benício, Betty Gofman, Marco Ricca                        | |
| Atomic Saké                                                             | Louise Archambault                      | Canadá                               | Curta, Drama               | Audrey Benoit, Suzanne Clément, Noémie Godin-Vigneau                                                                  | Três amigas que se juntam para beber decidem revelar seus maiores segredos                                                                                    |
| Beau Travail                                                            | Claire Denis                            | França                               | Drama                      | Denis Lavant, Michel Subor, Grégoire Colin                                                                            | trad. Bom Trabalho Sobre soldados da Legião Estrangeira Francesa em Djibouti Vagamente baseado no conto Billy Budd de Herman Melville                         |
| Beefcake                                                                | Thom Fitzgerald                         | EUA                                  | Docudrama                  | Daniel MacIvor, Carroll Godsman, J. Griffin Mazeika, Jonathan Torrens Jack LaLanne, Joe Dallesandro                   | trad. Carne Fresca Homenagem às 'revistas de músculo' das décadas de 40, 50, e 60                                                                             |
| Being John Malkovich                                                    | Spike Jonze                             | EUA                                  | Fantasia, Comédia, Drama   | John Cusack, Cameron Diaz, Catherine Keener, John Malkovich, Charlie Sheen                                            | |
| Beleza Americana                                                        | Sam Mendes                              | EUA                                  | Drama                      | Kevin Spacey, Annette Bening, Thora Birch, Wes Bentley, Mena Suvari, Chris Cooper                                     | |
| Belle maman                                                             | Gabriel Aghion                          | França                               | Comédia                    | Catherine Deneuve, Line Renaud, Stéphane Audran, Vincent Lindon, Mathilde Seigner, Daniele Lebrun                     | Um noivo se apaixona por sua sogra no dia do casamento A matriarca da família, avó da noiva, é lésbica                                                        |
| Better Than Chocolate                                                   | Anne Wheeler                            | Canadá                               | Comédia, Romance           | Wendy Crewson, Karyn Dwyer, Christina Cox, Ann-Marie MacDonald, Peter Outerbridge                                     | trad. Melhor Que Chocolate A mãe de uma jovem lésbica está se divorciando e se convida para a casa dela, mas a moça ainda não saiu do armário                 |
| The Big Brass Ring                                                      | George Hickenlooper                     | EUA                                  | Drama, Suspense            | William Hurt, Nigel Hawthorne, Miranda Richardson, Irène Jacob, Ewan Stewart, Gregg Henry                             | trad. Anel de Corrupção |
| The Big Tease                                                           | Kevin Allen                             | Reino Unido                          | Comédia                    | Craig Ferguson, David Rasche, Mary McCormack, Donal Logue, Nina Siemaszko, David Hasselhoff                           | trad. O Gênio da Tesoura Achando que vai competir em um campeonato de cabeleireiros em Los Angeles, um homem deixa Glasgow com uma equipe de filmagem         |
| Bloodthirsty                                                            | Jeff Frey                               | EUA                                  | Terror, Suspense           | Monique Parent, Leslie Danon, Matt Bailey, Julie Strain, Ted Wycech, Paul Domick                                      | Uma jovem roqueira vira colega de quarto de uma vampira e as duas desenvolvem um relacionamento peculiar                                                      |
| Blue Ridge Fall                                                         | James Rowe                              | EUA                                  | Drama                      | Peter Facinelli, Jay R. Ferguson, Chris Isaak, Heather Stephens, Will Estes, Garvin Funches                           | [ 21 ] |
| Boh lee chun (玻璃樽)                                                   | Vincent Kok                             | Hong Kong                            | Ação, Romance              | Jackie Chan, Shu Qi, Tony Leung Chiu-Wai, Wakin Chau, Bradley James Allan, Richie Ren                                 | |
| Boku wa koi ni muchû (僕は恋に夢中)                                     | Yumi Yoshiyuki                          | Japão                                | Comédia, Romance           | Mikio Satô, Tomohiro Okada, Hirotaka Miyama, Shirin Mori, Satoshi Wada, Junko Asahina                                 | Segue quatro homens gays vivendo em Tóquio |
| The Boondock Saints                                                     | Troy Duffy                              | EUA, Canadá                          | Crime, Drama               | Willem Dafoe, Sean Patrick Flanery, Norman Reedus, David Della Rocco, Billy Connolly                                  | trad. Santos Justiceiros O personagem de Dafoe é um agente do FBI homossexual                                                                                 |
| Boys Don't Cry                                                          | Kimberly Peirce                         | EUA                                  | Crime, Drama               | Hilary Swank, Chloë Sevigny, Peter Sarsgaard, Brendan Sexton III, Alison Folland                                      | Dramatização da vida de Brandon Teena |
| Burlesk King                                                            | Mel Chionglo                            | Filipinas                            | Drama                      | Rodel Velayo, Leonardo Litton, Elizabeth Oropesa, Raymond Bagatsing, Cherry Pie Picache                               | O segundo filme da trilogia de Chionglo e Ricky Lee sobre strippers (ou Macho Dancers) de Manila                                                              |
| But I'm a Cheerleader                                                   | Jamie Babbit                            | EUA                                  | Comédia, Romance           | Natasha Lyonne, Clea DuVall, Melanie Lynskey, RuPaul, Eddie Cibrian, Dante Basco                                      | |
| …But I Was a Girl: The Story of Frieda Belinfante                       | Toni Boumans                            | EUA                                  | Documentário               | Frieda Belinfante, Kenneth Kuhn                                                                                       | Sobre Frieda Belinfante, a primeira condutora a ter sua própria orquestra na Holanda, controvérsa por causa de sua homossexualidade                           |
| Callboys - Jede Lust hat ihren Preis                                    | Christiane Balthasar                    | Alemanha                             | Crime, Suspense            | Ann-Kathrin Kramer, Burkhard Driest, Bernhard Bettermann, Marion Mitterhammer, Franziska Grasshoff, Miranda Leonhardt | Um garoto de programa é supeito de ter assassinado três clientes e cortado suas línguas                                                                       |
| Le caméscope                                                            | Philippe Vallois                        | França                               | Documentário               | Agathe Bodin, Marie-Josée Béhar, Jean Decampe, Jackson Elizondo, Alain Llevin, Éric Moncolin                          | De luto por seu amigo, um cineasta decide contatar o além através de uma camcorder                                                                            |
| Can’t Stop Dancing                                                      | Ben Zook, Stephen David                 | EUA                                  | Comédia                    | Ben Zook, Melanie Hutsell, Margaret Cho, Bruce Daniels, Fred Willard, Laura Innes                                     | Depois que o parque em que eles se apresentavam fecha, um grupo de dança buscam o estrelato                                                                   |
| Catfish in Black Bean Sauce                                             | Chi Muoi Lo                             | EUA                                  | Comédia                    | Chi Muoi Lo, Sanaa Lathan, Paul Winfield, Mary Alice, Lauren Tom, Kiều Chinh                                          | Um casal negro adota dois órfãos vietnamitas, e após 22 anos eles reencontram sua mãe biológica                                                               |
| Chill Out                                                               | Andreas Struck                          | Alemanha                             | Drama                      | Tatjana Blacher, Sebastian Blomberg, Werner Heinrichmöller                                                            | trad. Chill Out - Hora de Relaxar Um segurança se apaixona por um vendedor de seguros durante a unificação da Alemanha                                        |
| Chutney Popcorn                                                         | Nisha Ganatra                           | EUA                                  | Comédia, Drama             | Nisha Ganatra, Jill Hennessy, Sakina Jaffrey, Madhur Jaffrey                                                          | Sobre uma jovem indo-americana lésbica que oferece ser barriga de aluguel para seu irmã infértil                                                              |
| Creature                                                                | Parris Patton                           | EUA                                  | Documentário               | Kyle Dean, Filberto Ascencio, Butch Dean, Dusty Dean, Stacey Dean                                                     | Uma mulher trans retorna à sua cidade natal na Carolina do Norte para visitar seus pais                                                                       |
| Cruel Intentions                                                        | Roger Kumble                            | EUA                                  | Drama, Suspense            | Sarah Michelle Gellar, Ryan Phillippe, Reese Witherspoon                                                              | Adaptação moderna do romance Les liaisons dangereuses de Choderlos de Laclos                                                                                  |
| The Cut Runs Deep                                                       | John H. Lee                             | EUA                                  | Crime, Drama               | Alexandre Manning, David Lee McInnis, Gio Park, Yasuaki Nakajima, Tom Hom, Connie Wu                                  | Um jovem entregador se junta a uma gangue coreana por admiração ao seu líder                                                                                  |
| Décadence                                                               | Jean-Clément Gunter                     | Suíça                                | Terror                     | Olivier Lafrance, Nicolas Bickel, Nicole Andenmatten, Rick Messon, Bernard Jan, Laurent Taha                          | Três homens que moram nas montanhas e matam turistas criam uma criança raptada para ser igual a eles                                                          |
| Deep Inside Clint Star                                                  | Clint Alberta                           | Canadá                               | Documentário               | | Um grupo de amigos indígenas falam sobre suas concepções sobre identidade racial e sexual                                                                     |
| Del otro lado                                                           | C.A. Griffith, Crystal Griffith         | México                               | Drama                      | Mario Callitzin, Gustavo Cravioto, Eduardo López, Rojas Alejandra, Nettel Patricia, Reyes Spíndola                    | Sem tratamento efetivo para a AIDS no México, um homem soropositivo decide ir para os EUA, o que leva a uma briga com seu namorado                            |
| Le derrière                                                             | Valérie Lemercier                       | França                               | Comédia                    | Valérie Lemercier, Claude Rich, Dieudonné, Marthe Keller, Patrick Catalifo                                            | [ 37 ] |
| The Diary 2                                                             | Nicolas Weber                           | Alemanha                             | Drama, Erótico             | Lila Baumann, Jason Davies, Kirsty Smith, Christopher O'Loughlin, Kestrel Boyle, Maria Gleikh                         | Continuação do filme lançado no mesmo ano |
| Eddie Izzard: Dress to Kill                                             | Lawrence Jordan                         | EUA                                  | Documentário, Comédia      | Eddie Izzard | Especial de comédia |
| Der Einstein des Sex                                                    | Rosa von Praunheim                      | Alemanha, Países Baixos              | Biográfico, Drama          | Friedel von Wangenheim, Ben Becker, Wolfgang Völz, Otto Sander, Meret Becker                                          | trad. O Einstein do Sexo Sobre a vida do médico judeu Magnus Hirschfeld, que era um sexólogo e socialista gay                                                 |
| Elephant Juice                                                          | Sam Miller                              | Reino Unido                          | Drama, Romance             | Emmanuelle Béart, Sean Gallagher, Daniel Lapaine, Daniela Nardini, Mark Strong, Lennie James                          | trad. Sexo Entre Amigos Quatro jovens casais tentam navegar pelas águas traiçoeiras do romance moderno                                                        |
| Emporte-moi                                                             | Léa Pool                                | Canadá, França, Suíça                | Drama                      | Karine Vanasse, Pascale Bussières, Miki Manojlovic, Alexandre Mérineau                                                | |
| Endless Pursuit                                                         | Kevin Glover                            | EUA                                  | Erótico                    | Lloyd Godwin, Thomas Lloyd, Romano Solaummon, Andreas Zefferer                                                        | Um escritor obsessivo procura por gratificação sexual |
| I epithesi tou gigantiaiou moussaka (Η Επίθεση του Γιγαντιαίου Μουσακά) | Panos H. Koutras                        | Grécia                               | Comédia, Ficção Científica | Yannis Aggelakis, Myriam Vourou, Christos Mantakas, Gregory Patrikareas, Eugene Dimitriou, Themis Bazaka              | trad. O Ataque da Lasanha Gigante Alienígenas aumentam o tamanho de uma mussaca e ela desenvolve um instinto assassino                                        |
| Execution of Justice                                                    | Leon Ichaso                             | EUA                                  | Drama, Policial            | Peter Coyote, Tim Daly, Tyne Daly, Stephen Young, Khalil Kain, Amy Van Nostrand                                       | Sobre o assassinato do político e ativista gay Harvey Milk |
| External Affairs                                                        | Peter Moss                              | Canadá                               | Drama                      | Victor Garber, Kenneth Welsh                                                                                          | Baseado em uma história real. Um diplomata canadense é questionado depois de ser acusado de matar um jovem                                                    |
| The Five Senses                                                         | Jeremy Podeswa                          | EUA                                  | Drama                      | Mary-Louise Parker, Molly Parker, Gabrielle Rose, Elize Francis Stolk, Nadia Litz, Daniel MacIvor                     | trad. Os Cinco Sentidos Histórias interconectadas que examinam situações envolvendo os cinco sentidos                                                         |
| Flawless                                                                | Joel Schumacher                         | EUA                                  | Comédia, Drama             | Robert De Niro, Philip Seymour Hoffman, Barry Miller, Chris Bauer, Wilson Jermaine Heredia, Daphne Rubin-Vega         | |
| Floating                                                                | William Roth                            | EUA                                  | Romance, Drama             | Norman Reedus, Chad Lowe, Casey Affleck                                                                               | [ 48 ] |
| Freeway II: Confessions of a Trickbaby                                  | Matthew Bright                          | EUA                                  | Exploitation               | Natasha Lyonne, Vincent Gallo, María Celedonio                                                                        | Sequência do filme Freeway de 1996 Vagamente baseado no conto de João e Maria                                                                                 |
| Fremde Freundin                                                         | Anne Høegh Krohn                        | Alemanha                             | Drama                      | Karoline Eichhorn, Inga Busch, Antonio Wannek, Mario Mentrup, Isabel Tuengerthal, Dirk Borchardt                      | Recém liberta da cadeia, uma mulher procura a moça que testemunhou o crime, a quem ela é apaixonada                                                           |
| Friends at Twilight                                                     | Joseph Marzano                          | EUA                                  | Terror                     | Nicole Bayers, Mike Russo, Sky Claudette Soto, Vlad Marco, Carol Slade, Kerri Miskovitz                               | Raptado por vampiros, um homen se encontra no meio de um jantar/orgia                                                                                         |
| Friends & Lovers                                                        | George Haas                             | EUA                                  | Romance, Drama             | Stephen Baldwin, Danny Nucci, Claudia Schiffer, Robert Downey Jr., Neill Barry, Suzanne Cryer                         | trad. Amigos e Amantes Um grupo de amigos carregado de hormônios passam um natal em uma cabine para esqui                                                     |
| Full Blast                                                              | Rodrigue Jean                           | Canadá                               | Musical, Drama             | David La Haye, Martin Desgagné, Louise Portal, Marie-Jo Therio, Patrice Godin                                         | Baseado no romance L'Ennemi que je connais de Martin Pitre |
| Gelée précoce                                                           | Pierre Pinaud                           | França                               | Curta, Drama               | Amandine Sroussi, Serpentine Teyssier, Laurent Manzoni                                                                | O coelho de estimação de uma menina começa a demonstrar tendências homossexuais                                                                               |
| Gendernauts - Eine Reise durch die Geschlechter                         | Monika Treut                            | Alemanha, EUA                        | Documentário               | Sandy Stone, Texas Tomboy, Susan Stryker, Hida Viloria                                                                | trad. Gendernauts - Uma Jornada Pelos Sexos Documenta o dia-a-dia de um grupo de artistas transgêneros e intersex em São Francisco                            |
| Genet à Chatila                                                         | Richard Dindo                           | Suíça                                | Documentário               | Mounia Raoui, Leila Shahid, Jean-François Stévenin                                                                    | Sobre a relação do escritor francês Jean Genet com o movimento revolucionário palestino                                                                       |
| Get Bruce!                                                              | Andrew J. Kuehn                         | EUA                                  | Documentário               | Whoopi Goldberg, Bette Midler, Nathan Lane, Lily Tomlin, Bruce Vilanch, Raquel Welch                                  | Um tributo ao escritor de comédia americano Bruce Vilanch |
| Girl, Interrupted                                                       | James Mangold                           | EUA                                  | Drama                      | Winona Ryder, Angelina Jolie, Clea DuVall, Brittany Murphy, Elisabeth Moss, Jared Leto                                | |
| Giulia                                                                  | Roy Stuart                              | França, Itália                       | Drama, Romance             | Anna Bielska, Genevieve Essesse, Tina Aumont, Christine Donval, Pascal Mufflet                                        | Uma jovem independente está preparada para oferecer seu corpo e seu espírito                                                                                  |
| Go!                                                                     | Doug Liman                              | EUA                                  | Comédia, Crime             | William Fichtner, Katie Holmes, Jay Mohr, Sarah Polley, Scott Wolf, Taye Diggs, Breckin Meyer                         | |
| Gohatto (御法度)                                                        | Nagisa Oshima                           | Japão                                | Drama                      | Takeshi Kitano, Ryuhei Matsuda. Shinji Takeda, Tadanobu Asano                                                         | |
| Golden Threads                                                          | Karen Eaton, Lucy Winer                 | Reino Unido                          | Documentário               | Christine Burton | Sobre a fundadora da organização Golden Threads para lésbicas mais velhas                                                                                     |
| Guardami                                                                | Davide Ferrario                         | Itália                               | Drama                      | Elisabetta Cavallotti, Stefania Orsola Garello, Flavio Insinna, Gianluca Gobbi, Claudio Spadaro, Luis Molteni         | trad. Olhe por Mim Uma atriz pornô com uma filha e em um relacionamento com a editora de seus filmes descobre que tem câncer                                  |
| Gypsy Boys                                                              | Brian Sheppard                          | EUA                                  | Comédia, Drama             | Adam Gavzer, Robert Hampton, Tom McCann, Jud Parker, Alberto Rosas, Zeke Wheeler                                      | Segue as desventuras amorosas de um grupo de jovens gays no distrito Castro de São Francisco                                                                  |
| Happy, Texas                                                            | Mark Illsley                            | EUA                                  | Comédia                    | Jeremy Northam, Steve Zahn, Ally Walker, Illeana Douglas, William H. Macy                                             | Dois presidiários escapam da prisão, são confundidos com um casal gay no Texas, e ajudam a organizar um concurso de beleza                                    |
| Harem Suare                                                             | Ferzan Özpetek                          | Turquia, Itália, França              | Histórico, Drama, Romance  | Marie Gillain, Alex Descas, Lucia Bosé, Valeria Golino, Serra Yılmaz, Şerif Sezer                                     | Na Bagdá do começo do século XX, uma jovem e um eunuco conspiram para libertar todas as mulheres do harém                                                     |
| Hit and Runway                                                          | Christopher Livingston                  | EUA                                  | Comédia                    | Michael Parducci, Peter Jacobson, Judy Prescott                                                                       | Um par inesperado escreve um roteiro sobre um policial disfarçado de modelo                                                                                   |
| Hold Back the Night                                                     | Phil Davis                              | Reino Unido                          | Drama                      | Christine Tremarco, Stuart Sinclair Blyth, Sheila Hancock, Richard Platt, Julie Ann Watson, Kenneth Colley            | [ 65 ] |
| The Jaundiced Eye                                                       | Nonny de la Peña                        | EUA                                  | Documentário               | | Segue a história de um homem gay falsamente acusado de molestar seu filho                                                                                     |
| Jeg Elsker Hvem Jeg Vil                                                 | Trond Winterkjær                        | Noruega                              | Documentário               | | Jovens gays e lésbicas falam sobre suas experiências ao sair do armário                                                                                       |
| Je vois déjà le titre                                                   | Martial Fougeron                        | França                               | Curta, Drama               | Denis D'Arcangelo, Orazio Massaro, Michèle Moretti                                                                    | [ 68 ] |
| Johnny                                                                  | Carl Bessai                             | Canadá                               | Drama                      | Chris William Martin, Gema Zamprogna, Kris Lemche, Vanessa Shaver, Clinton Walker, Rainbow Francks                    | O líder megalomaníaco de um grupo de jovens encontra uma câmera e faz seus seguidores encenarem situações cada vez mais perigosas                             |
| Journey to a Hate Free Millennium                                       | Martin Bedogne, Brent Scarpo            | EUA                                  | Documentário               | Roma Downey, John Dye, Elton John, Kathy Najimy, Della Reese                                                          | Examina os crimes de ódio ocorridos nos EUA |
| The Joys of Smoking                                                     | Nick Katsapetses                        | EUA                                  | Drama                      | Matthew Rozen, Steven Sorensen, Deborah Cordell, Carrie Mogan, Jon Prutow, Michael McKee                              | Um casal gay vão ter uma cerimônia de casamento, mas sua relação volátil pode implodir dias antes                                                             |
| Junked                                                                  | Lance Lane                              | EUA                                  | Drama                      | Thomas Jane, Jordan Ladd, Channon Roe, Kevin Gage, Marty Marino, Alex Glass                                           | Um prostituto bissexual tenta sobreviver nas ruas com a ajuda de sua irmã e um amigo traficante                                                               |
| Just One Time                                                           | Lane Janger                             | EUA                                  | Comédia                    | Lane Janger, Joelle Carter, Guillermo Díaz, Jennifer Esposito                                                         | Uma mulher aceita fazer um menáge com o namorado e outra mulher, mas só se ele fizer o mesmo com outro homem                                                  |
| Kate’s Addiction                                                        | Eric DelaBarre                          | EUA                                  | Suspense, Drama            | Kari Wuhrer, Farrah Forke, Matthew Porretta, Matt Borlenghi, Joel Gretsch, Natalie Radford                            | Também conhecido como Circle of Deception Uma mulher psicótica fica com ciúmes quando sua melhor amiga começa a namorar                                       |
| Kokoro no naka (心の中)                                                 | Hiroyuki Oki                            | Japão                                | Documentário, Drama        | Kimihiko Abe, Itsuhaku Kawamura                                                                                       | [ 75 ] |
| The Last Best Sunday                                                    | Don Most                                | EUA                                  | Drama                      | Douglas Spain, Angela Bettis, William Lucking, Kim Darby, Craig Wasson, Mickey Jones                                  | trad. Momentos De Paixão |
| Laugh in the Dark                                                       | Justine Pimlott                         | Canadá                               | Documentário               | Gary Colwell, Don Morden, Doris Mehegan                                                                               | Sobre um grupo de homens gays que, em resposta à crise da AIDS do começo dos anos 80, se mudaram para um velho resort em Ontario                              |
| Leçons De Ténèbres                                                      | Vincent Dieutre                         | França, Bélgica                      | Erótico, Drama             | Andrzej Burzynski, Hubert Geiger, Vincent Dieutre, Leo Bersani, Antonino Iuorio                                       | Um homem visita bares e boates de Roma, Utreque, e Nápoles enquanto lembra de amantes passados                                                                |
| Liberty Heights                                                         | Barry Levinson                          | EUA                                  | Drama                      | Adrien Brody, Ben Foster, Orlando Jones, Bebe Neuwirth, Joe Mantegna, David Krumholtz                                 | |
| The Lifestyle                                                           | David Schisgall                         | EUA                                  | Documentário               | Dant'e Amore, Wild Bill Goodwin, Robert L. McGinley                                                                   | Sobre o estilo de vida de pessoas adeptas à troca de casais                                                                                                   |
| Living with Pride: Ruth Ellis @ 100                                     | Yvonne Welbon                           | EUA                                  | Documentário               | Ruth C. Ellis | Sobre a mais velha mulher negra abertamente lésbica conhecida Ruth Ellis                                                                                      |
| Lola + Bilidikid                                                        | Kutlug Ataman                           | Alemanha, Turquia                    | Drama                      | Gandi Mukli, Baki Davrak, Erdal Yıldız, Murat Yılmaz, Inge Keller, Michael Gerber                                     | Um adolescente gay turco em Berlim, reencontra sua irmã, que foi expulsa de casa por ser trans, e conhece o namorado violento dela                            |
| The Love Letter                                                         | Peter Chan                              | EUA                                  | Comédia                    | Kate Capshaw, Blythe Danner, Ellen DeGeneres, Julianne Nicholson, Tom Everett Scott, Tom Selleck                      | trad. A Carta Anônima Uma carta de amor misteriosa é descoberta em uma pequena cidade da Nova Inglaterra                                                      |
| The Most Unknowable Thing                                               | Mary Patierno                           | EUA                                  | Documentário               | | A diretora começa a filmar os supostos últimos anos de vida de seu irmão soropositivo, com resultado inesperados                                              |
| My Femme Divine                                                         | Karen Everett                           | EUA                                  | Documentário               | Shoshana Rosenfeld, Suzanne Friedman, Ronald Nelson                                                                   | Revela o mundo romântico de lésbicas butch e femme contemporâneas                                                                                             |
| My Girlfriend’s Boyfriend                                               | Kenneth Schapiro                        | EUA                                  | Comédia                    | Sean Runnette, Debbie Gibson, Jill Novick, Chris Bruno, Linda Larkin, Jack Koenig                                     | Um famoso gay propõe casamento à sua namorada para esconder sua sexualidade                                                                                   |
| Nannan nünü (男男女女)                                                  | Bingjian Liu                            | China                                | Comédia                    | Qing Yang, Yu Bo, Kang Zhang, Jiangang Wei, Zi'en Cui, Mengjie Yu                                                     | Censurado por lidar com a homossexualidade |
| La Nouvelle Eve                                                         | Catherine Corsini                       | França, Portugal                     | Comédia, Romance, Drama    | Karin Viard, Pierre-Loup Rajot, Catherine Frot, Sergi López, Mireille Roussel, Nozha Khouadra                         | [ 87 ] |
| Nu Huan                                                                 | Yen-Ping Chu, Che Man-Ching             | Taiwan                               | Erótico                    | Nga Ling Cheung, Ka Mei Ching, Miho Nomoto, Yea-Ling Chang, Ming-Wei Kao, Kuang-Chien Chen                            | Uma antologia de três histórias eróticas |
| Ode                                                                     | Kelly Reichardt                         | EUA                                  | Drama, Romance             | Kevin Poole, Bill Mooney, Heather Gottlieb, Jon Wurster                                                               | Examina a repressão e descobertas sexuais pela perspectiva de uma jovem                                                                                       |
| Off the Straight and Narrow                                             | Katherine E. Sender                     | EUA                                  | Documentário               | | Sobre personalidades LGBT na televisão desde os anos 60 |
| Oi! Warning                                                             | Benjamin Reding, Dominik Reding         | Alemanha                             | Drama                      | Sascha Backhaus, Sascha Goerts, Sandra Borgmann, Jens Veith                                                           | |
| The Other Sister                                                        | Garry Marshall                          | EUA                                  | Comédia, Romance, Drama    | Juliette Lewis, Diane Keaton, Tom Skerritt, Giovanni Ribisi, Poppy Montgomery, Sarah Paulson                          | |
| Outtakes                                                                | Katherine Brooks, Karen Klopfenstein    | EUA                                  | Romance                    | Katherine Brooks, Samantha Elkin, Karen Klopfenstein, Carlos Larkin, Ashley Turner                                    | Uma cineasta egoística se apaixona por sua nova assistente |
| Oxygen                                                                  | Richard Shepard                         | EUA                                  | Drama, Suspense, Comédia   | Maura Tierney, Adrien Brody, James Naughton, Laila Robins, Terry Kinney, Paul Calderon                                | trad. 24 Horas Para Morrer Uma policial masoquista persegue um sequestrador                                                                                   |
| Paradise Bent: Boys Will Be Girls in Samoa                              | Heather Croall                          | Austrália                            | Documentário               | Derek Freeman, Tania Grey, Jeanette Mageo, Tom Pollard                                                                | Sobre a identidade Fa'afafine da cultura de Samoa |
| Les passagers                                                           | Jean-Claude Guiguet                     | França                               | Romance, Drama             | Fabienne Babe, Philippe Garziano, Bruno Putzulu, Stéphane Rideau, Gwenaëlle Simon, Véronique Silver                   | Segue as vidas profissionais e amorosas dos passageiros habituais da linha de trem Saint Denis-Bobigny                                                        |
| The Pinco Triangle                                                      | Patrick Crowe, Tristan R. Whiston       | Canadá                               | Documentário               | Michael Fitzgerald, Lorraine Segato                                                                                   | Mostra a vida da comunidade LGBT em Sudbury |
| Le plus beau pays du monde                                              | Marcel Bluwal                           | França                               | Biográfico, Drama          | Claude Brasseur, Marianne Denicourt, Jean-Claude Adelin, Jacques Bonnaffe, Didier Bezace, Thierry Lhermitte           | Sobre o francês Robert Hughes-Lambert, que foi preso pelos nazistas quando sua homossexualidade foi descoberta                                                |
| Pools of Desire                                                         | Layne Derrick                           | EUA                                  | Erótico                    | Paco Bello, Andras Garotni, Lazlo Kiss, Jason Nikas, Dorian Russ, Benjy Sanders                                       | Também conhecido como Viz Um jovem soldado americano vai a Budapeste para encontrar seu velho amigo, um soldado francês                                       |
| Pourquoi pas moi?                                                       | Stéphane Giusti                         | França                               | Comédia                    | Amira Casar, Julie Gayet, Bruno Putzulu, Carmen Chaplin, Johnny Hallyday, Marie-France Pisier                         | trad. Por Que Não Eu Um grupo de amigos decide organizar um jantar para se assumir aos seus pais                                                              |
| Premières neiges                                                        | Gaël Morel                              | França                               | Drama                      | Stéphane Rideau, Élodie Bouchez, Aure Atika, Salim Kechiouche, Tony Baillargeat, Jean-Pascal Hattu                    | Um casal de moças planeja roubar um supermercado, mas não sabem que o vigia está armado                                                                       |
| Private Dicks: Men Exposed                                              | Thom Powers, Meema Spadola              | EUA                                  | Documentário               | Alan Abel, Jonah Falcon, Calvin Lom, Lexington Steele                                                                 | |
| Recto/Verso                                                             | Jean-Marc Longval                       | França                               | Comédia                    | Smain, Michel Muller, Linda Hardy, Sophie Forte, Ronald Guttman, Bernadette Lafont                                    | trad. Meu Primo Querido Depois de ser despedido, um apresentador de TV finge ser gay para conseguir um emprego, mas a visita de seu primo ameaça seu disfarce |
| Red Rain                                                                | Laura Plotkin                           | EUA                                  | Documentário               | Gina 'Boom Boom' Guidi, Dora 'The Destroyer' Webber                                                                   | Sobre Gina Guidi, uma boxeadora profissional abertamente lésbica                                                                                              |
| Rites of Passage                                                        | Victor Salva                            | EUA                                  | Drama, Suspense            | Dean Stockwell, James Remar, Robert Glen Keith, Jason Behr                                                            | trad. Vidas Ocultas Um advogado e seu pai vão ao chalé da família para conversar, mas são interrompidos por dois presidiários em fuga                         |
| Rollercoaster                                                           | Scott Smith                             | Canadá                               | Drama                      | Brendan Fletcher, Kett Turton, Crystal Buble, Brent Glenen, Sean Amsing, David Lovgren                                | Um grupo de adolescentes invadem um parque de diversões abandonado para encenar suas fantasias                                                                |
| Sadness                                                                 | Tony Ayres                              | Austrália                            | Documentário               | Linden Goh, William Yang                                                                                              | O premiado fotógrafo William Yang explora temas como o luto, família, e identidade                                                                            |
| Safe Sex                                                                | Thanasis Papathanasiou, Michalis Reppas | Grécia                               | Comédia                    | Mina Adamaki, Alexandros Antonopoulos, Kostas Grekas, Vaso Goulielmaki, Haris Gregoropoulos, Maria Kavoyianni         | Uma sátira da vida moderna grega apresentada através de várias histórias sobre o sexo                                                                         |
| Sam Dung (心動)                                                         | Sylvia Chang                            | Hong Kong, Japão                     | Romance, Drama             | Takeshi Kaneshiro, Karen Mok, Gigi Leung, Sylvia Chang, Leon Dai, Elaine Jin                                          | Uma cineasta usa as experiências românticas de sua juventude como a base para um roteiro                                                                      |
| Sam Fooi                                                                | Simon Chung                             | Hong Kong                            | Drama, Romance             | Edmund Strode, Alex Wong, Carrie Leung, Kin Wai Young, Colette Koo, Wes Wong                                          | Também conhecido como First Love and Other Pains Um universitário descobre uma atração por seu professor britânico                                            |
| Sam Yuen Yi Ma (心猿意馬)                                               | Julian Lee, Katie Kwan                  | Hong Kong                            | Drama                      | Almen Wong, Gigi Lai, Patrick Tse, Andrew Lin, Ben Ng, Wong Hei, Christine Ng                                         | Também conhecido como The Accident Três histórias sobre o amor vagamente conectadas                                                                           |
| San tiao ren (三條人)                                                   | Christopher Doyle                       | Hong Kong, Singapura                 | Drama, Comédia             | Tadanobu Asano, Georgina Hobson, Christa Hughes, Kevin Sherlock, Mavis Xu                                             | Também conhecido como Away with Words Um homem japones e o dono de um bar gay falam sobre suas infâncias e experiências                                       |
| Sa Paraiso ni Efren                                                     | Maryo J. de los Reyes                   | Filipinas                            | Drama                      | Anton Bernardo, Ana Capri, Allan Paule, Ynez Veneracion, Marinella Moran, Poppo Lontoc                                | Um assistente social vira amigo de um stripper |
| Secret Men’s Business                                                   | Ken Cameron                             | Austrália                            | Drama                      | Ben Mendelsohn, Marcus Graham, Simon Baker, Jeremy Sims, Jeremy Callaghan, Maya Stange                                | Quatro amigos da época de escola se reencontram após a morte de um querido professor                                                                          |
| Seducing Maarya                                                         | Hunt Hoe                                | Índia, Canadá                        | Romance, Drama             | Nandana Sen, Cas Anvar, Vijay Mehta, Ryan Hollyman, Mohan Agashe, Abhishekananda Singh Birla                          | Uma mulher aceita ter um casamento arranjado com o filho de um dono de restaurante, apesar de ele ser gay                                                     |
| Segunda piel                                                            | Gerardo Vera                            | Espanha                              | Romance, Drama             | Javier Bardem, Jordi Molla, Ariadna Gil, Cecilia Roth, Mercedes Sampietro                                             | trad. A Segunda Pele Uma esposa descobre que seu marido a está traindo com um homem                                                                           |
| Seven Girlfriends                                                       | Paul Lazarus                            | EUA                                  | Comédia, Romance           | Tim Daly, Olivia d'Abo, Jami Gertz, Melora Hardin, Laura Leighton, Elizabeth Peña                                     | |
| The Sex Monster                                                         | Mike Binder                             | EUA                                  | Comédia                    | Mariel Hemingway, Mike Binder, Renee Humphrey                                                                         | |
| Siegfried & Roy: The Magic Box                                          | Brett Leonard                           | EUA                                  | Documentário               | Siegfried Fischbacher, Roy Horn, Anthony Hopkins, John Summers, Andrew Dunlap, Dillon McEwin                          | trad. Siegfried e Roy - Os Maiores Mágicos da Terra A história da dupla de ilusionistas alemães Siegfried & Roy                                               |
| The Sissy Duckling                                                      | Anthony Bell                            | EUA                                  | Animação                   | Dan Butler, Edward Asner, Andy Dick, Melissa Etheridge, Harvey Fierstein, Estelle Getty                               | Um patinho sensível sofre com as provocações de seus colegas                                                                                                  |
| Skin Gang                                                               | Bruce LaBruce                           | Canadá, Alemanha, Reino Unido, Japão | Erótico, Drama             | Steve Masters, Eden Miller, Slava Mogutin, Ralph Steel, Daniel Bätscher                                               | [ 116 ] |
| Sleeping Beauties                                                       | Jamie Babbit                            | EUA                                  | Curta, Comédia             | Sarah Lassez, Radha Mitchell, Clea DuVall, Vince Vieluf, Rose McGowan                                                 | Uma mãe conta a história de como ela conheceu sua esposa para a filha, em uma versão d'A Bela Adormecida                                                      |
| Sobreviviré                                                             | Alfonso Albacete, David Menkes          | Espanha                              | Comédia, Drama             | Emma Suárez, Juan Diego Botto, Mirta Ibarra, Rosana Pastor, Manuel Manquiña, Àlex Brendemühl                          | Uma mulher começa um relacionamento com um escultor bissexual dez anos mais novo que ela                                                                      |
| Sono Positivo                                                           | Cristiano Bortone                       | Itália                               | Comédia, Drama             | Giovanni Esposito, Christina Liberati, Paolo Sassanelli, Manrico Gammarota, Nino Frassica, Cristina Liberati          | Um dos membros de uma família do sul da Itália contraiu o vírus da AIDS. Mas qual deles?                                                                      |
| The Source                                                              | Chuck Workman                           | EUA                                  | Documentário               | Johnny Depp, Dennis Hopper, John Turturro, Allen Ginsberg, Philip Glass, Robert Creeley                               | trad. A Fonte Docudrama sobre os principais poetas da geração beat                                                                                            |
| Speedway Junky                                                          | Nickolas Perry                          | EUA                                  | Crime, Drama               | Jesse Bradford, Jordan Brower, Jonathan Taylor Thomas, Daryl Hannah, Tiffani Thiessen                                 | trad. Louco Por Velocidade |
| Speedy Boys                                                             | James Herbert                           | EUA                                  | Experimental               | Carter Davis, Kari Malievich, Aline Nari, Alessandra Palma, Sylvia Picchi, Andy Piedilato                             | Segue dois jovens artistas visuais americanos em uma cidade Toscana                                                                                           |
| Splendor                                                                | Gregg Araki                             | EUA                                  | Comédia, Romance           | Kathleen Robertson, Matt Keeslar, Kelly Macdonald, Eric Mabius, Dan Gatto, Linda Kim                                  | |
| Split Wide Open                                                         | Dev Benegal                             | Índia                                | Crime, Drama               | Rahul Bose, Laila Rouass, Shivaji Satham, Farida Haider Mulla, Shiv Paul, Kiran Nagarkar                              | [ 123 ] |
| Spring Forward                                                          | Tom Gilroy                              | EUA                                  | Drama                      | Ned Beatty, Liev Schreiber, Campbell Scott, Ian Hart, Peri Gilpin, Bill Raymond                                       | Dois homens separados por idade e vivências diferentes trabalham juntos em um parque e acabam se aproximando                                                  |
| Story of a Bad Boy                                                      | Tom Donaghy                             | EUA                                  | Comédia, Drama             | Jeremy Hollingworth, Christian Camargo, Julie Kavner, Stephen Lang, Gerry Becker, Lauren Ward                         | trad. A História de Um Bad Boy Sobre um adolescente gay no armário que quer se aproximar do novo aluno da escola                                              |
| Straightman                                                             | Ben Berkowitz                           | EUA                                  | Romance, Drama             | Ben Redgrave, Ben Berkowitz, Rachel Tomlinson, Butch Jerinic, Joaquin de la Puente, Victoria Kallay                   | Depois de serem largados por suas respectivas namoradas, dois amigos passam a morar juntos                                                                    |
| Strange Fits of Passion                                                 | Elise McCredie                          | Austrália                            | Drama, Comédia             | Michela Noonan, Mitchell Butel, Samuel Johnson, Steve Adams, Anni Finsterer, Bojana Novaković                         | Uma jovem determinada a perder sua virginidade conta com a ajuda de seu amigo gay                                                                             |
| Stripper Wives                                                          | Paul Thomas                             | EUA                                  | Drama, Erótico             | Lauren Hays, Ashlyn Gere, Paul Logan, Sage Kirkpatrick, Brande Roderick, Kim Yates                                    | Um grupo de mulheres procurando apimentar suas vidas se matriculam em uma aula de striptease                                                                  |
| Summer in My Veins                                                      | Nishit Saran                            | Índia                                | Documentário               | Minna Saran, Nishit Saran                                                                                             | Antes de fazer um teste de HIV um homem gay passa o dia com sua mãe e decide se assumir para ela                                                              |
| Swallows                                                                | Harvey Marks                            | EUA                                  | Comédia, Romance           | Stephen Macht, Joel Brooks, Kevin McCorkle, Mark Kiely, Matthew Kimbrough, Susan Kellermann                           | Um homem retorna a sua cidadezinha natal e se apaixona por um faz-tudo                                                                                        |
| The Talented Mr. Ripley                                                 | Anthony Minghella                       | EUA                                  | Crime, Drama, Suspense     | Jude Law, Matt Damon, Gwyneth Paltrow, Cate Blanchett, Philip Seymour Hoffman, Jack Davenport                         | Baseado no romance homônimo de Patricia Highsmith |
| O Tempo Reencontrado                                                    | Raúl Ruiz                               | França, Portugal, Itália             | Biográfico, Drama          | Catherine Deneuve, Emmanuelle Béart, Vincent Pérez, John Malkovich                                                    | Sobre a vida do escritor Marcel Proust |
| Tenshi no rakuen (天使の楽園)                                           | Akihiro Suzuki                          | Japão                                | Drama                      | Kôichi Imaizumi, Akira Suehiro, Hotaru Hazuki, Kuroiwa Akira, Kôichi Fujishima, Tho Ogura                             | Um jovem ator pornô de uma pequena cidade é encontrado morto e narra os eventos que o levaram até esse ponto                                                  |
| Les terres froides                                                      | Sébastien Lifshitz                      | França                               | Drama                      | Yasmine Belmadi, Bernard Verley, Valérie Donzelli, Sébastien Charles, Florence Giorgetti                              | Depois de ser rejeitado pelo homem que ele acredita ser seu pai, um jovem planeja vingança envolvendo o filho gay do homem                                    |
| Tha se Do stin Kolasi Agapi mou                                         | Nikos Nikolaidis                        | Grécia                               | Drama                      | Vicky Harris, Valeria Christodoulidou, Paschalis Tsarouhas, Nikos Kordinos, Panos Vourlamis                           | trad. Te Vejo No Inferno, Meu Amor |
| Theme: Murder                                                           | Martha Swetzoff                         | EUA                                  | Documentário               | | Uma mulher invetiga o assassinato brutal de seu pai nos anos 60 e descobre que foi um crime de ódio por ele ser gay                                           |
| This Is the Disk-O-Boyz                                                 | Morris G. Sim                           | EUA                                  | Drama                      | Mickey Blaine, Stephen Martines, Hunter Garner, George Mitchell, Dylan Cooper, Rachel Glenn                           | Também conhecido como Boy Wonderz Um jovem entra para uma boy band e procura por sua mãe biológica                                                            |
| Three to Tango                                                          | Damon Santostefano                      | EUA                                  | Comédia                    | Matthew Perry, Neve Campbell, Dylan McDermott, Oliver Platt, Cylk Cozart, John C. McGinley                            | trad. Um Caso a Três |
| Trick                                                                   | Jim Fall                                | EUA                                  | Musical, Comédia, Romance  | Christian Campbell, John Paul Pitoc, Tori Spelling, Lorri Bagley, Brad Beyer, Steve Hayes                             | |
| Tudo sobre Minha Mãe                                                    | Pedro Almodóvar                         | Espanha, França                      | Drama                      | Cecilia Roth, Marisa Paredes, Antonia San Juan, Penélope Cruz, Candela Peña                                           | |
| La vespa e la regina                                                    | Antonello De Leo                        | Itália, Espanha                      | Comédia                    | Claudia Gerini, Pere Ponce, Luigi Petrucci, Ana Risueno, Cosimo Cinieri, Armando De Razza                             | Prometendo a sua avó que iria transar com uma mulher, um homem gay acha uma roqueira lésbica para realizar a tarefa                                           |
| Der Vulkan                                                              | Ottokar Runze                           | Alemanha, França                     | Drama                      | Nina Hoss, Meret Becker, Sylvester Groth, Stefan Kurt, Katharina Thalbach, Udo Samel                                  | Uma cantora fugir para Zurique com sua irmã e mãe para escapar dos nazistas                                                                                   |
| Wadd: The Life & Times of John C. Holmes                                | Wesley Emerson                          | EUA                                  | Documentário, Erótico      | Al Goldstein, Aunt Peg, Bill Amerson, Bob Chinn, Bunny Bleu, Candida Royalle                                          | Examina a vida e carreira do ícone de filmes pornográficos John C. Holmes                                                                                     |
| Wallowitch & Ross: This Moment                                          | Richard Morris                          | EUA                                  | Documentário               | John Wallowitch, Bertram Ross, Lynn Lobban                                                                            | Sobre os parceiros, tanto românticos quanto profissionais, e donos de cabaré, Bertram Ross e John Wallowitch                                                  |
| Web of Seduction                                                        | Blain Brown                             | EUA                                  | Suspense, Erótico          | Nancy O'Brien, Jennifer Avalon, Lauren Hays, Eric Acsell, Stephan Camus, Michael George                               | Uma empregada convence suas duas patroas a materem seus respectivos maridos                                                                                   |
| The Weekend                                                             | Brian Skeet                             | EUA                                  | Drama                      | Gena Rowlands, Deborah Kara Unger, Brooke Shields, Jared Harris, David Conrad, James Duval                            | [ 142 ] |
| Where Lies the Homo?                                                    | Jean-François Monette                   | Canadá                               | Curta, Documentário        | | Explora a construção da identidade gay através da análise de diferentes mídias e histórias de saída do armário                                                |
| Wildflowers                                                             | Melissa Painter                         | EUA                                  | Drama                      | Clea DuVall, Daryl Hannah, Tomas Arana, Eric Roberts, Richard Hillman, Eric Yetter                                    | trad. Flor Selvagem Uma jovem se envolve com uma misteriosa recém chegada em sua pequena cidade                                                               |
| Wild Zero                                                               | Tetsuro Takeuchi                        | Japão                                | Comédia, Terror            | Guitar Wolf, Bass Wolf, Drum Wolf, Masashi Endô, Kwancharu Shitichai, Makoto Inamiya                                  | Depois de salvar sua banda favorita dos zumbis alienígenas, um homem é convidado a se juntar aos roqueiros                                                    |
| Women Talking Dirty                                                     | Coky Giedroyc                           | Reino Unido                          | Comédia                    | Helena Bonham Carter, Gina McKee, Eileen Atkins, Kenneth Cranham, James Nesbitt, James Purefoy                        | |
| Yeogo goedam II (여고괴담 두번째 이야기)                                | Kim Tae-yong, Min Kyu-dong              | Coreia do Sul                        | Terror, Drama, Romance     | Lee Young-jin, Park Ye-jin, Kim Min-sun, Gong Hyo-jin                                                                 | Também conhecido como Memento Mori Um dos primeiro filmes comerciais sul-coreanos a ter personagens lésbicas                                                  |
| Zärtliche Begierde                                                      | Michael Keusch                          | Alemanha                             | Comédia                    | Gesche Tebbenhoff, Tina Ruland, Christoph M. Ohrt, Ingolf Luck, Lennard Barth, Johanna-Christine Gehlen               | Um marido traidor prova de seu próprio veneno quando uma lésbica se muda para a vizinhança e seduz sua esposa                                                 |